# Дроздов Геннадій Юрійович
Геннадій Юрійович Дроздов (нар. 11 вересня 1958, Сумгаїт, Азербайджанська РСР) — радянський, російський та азербайджанський футболіст, захисник та півзахисник. Російський тренер.

## Життєпис
Вихованець футбольної школи «Нефтчі» (Сумгаїт), перший тренер — Т. Рзаєв. Дебютував 1978 року в другій лізі у складі «Хазара» (Ленкорань), потім почав виступати в дублі бакинського «Нефтчі». 1980 року провів один матч у чемпіонаті (вищій лізі), відіграв 4 липня перший тайм виїзному матчі проти «Кайрата» (1:2). Відіграв у березні наступного року два матчі, для проходження армійської служби переведений до ЦСКА й зіграв наприкінці травня — на початку червня три неповні матчі. Наступні півтора сезони провів у першій лізі у складі СКА (Хабаровськ). Надалі грав у вищій лізі за «Нефтчі» (1983-1984), нижчих лігах за «Динамо» Кіровабад (1985), «Спартак» Орджонікідзе (1986-1987), «Геязань» (1988-1989), «Текстильник» (1990-1991). У 1992—1993 роках грав за «Терек» (Грозний) у першій лізі Росії. У сезонах 1993/94 - 1994/95 років провів по три матчі за «Туран» (Товуз) у чемпіонаті Азербайджану.
7 вересня 1994 року провів один матч за збірну Азербайджану проти Румунії (0:3) у кваліфікації чемпіонату Європи 1996 року.
Входив до тренерського штабу, у тому числі й головним тренером (з перервами) російського клубу «Балаково» (1998—2001). Був тренером в «Анжи» у вересні 2003 року.